# 2021年加利福尼亞州州長罷免
2021年加利福尼亞州州長罷免选举是2021年美國一場有關是否罢免加利福尼亞州州長加文·纽森以及補選的投票，如果加文·纽森被罷免，選民则选择一名候选人接替他的剩余任期，任期将于2023年1月结束。2021年8月，县选举办公室向每位登记选民的邮寄地址发送了一份正式选票，供选民在2021年9月14日选举日當天投票或在選舉日之前选择邮寄选票，届时全州投票站也将开放，選民可选择亲自投票。
不過根據有线电视新闻网、CBS新聞、NBC News、纽约时报和其他媒體對選票的結果初步統計加文·纽森並未被罷免成功。